# Іван Атталь
Іван Атта́ль (фр. Yvan Attal; нар. 4 січня 1965, Тель-Авів, Ізраїль) — французький актор, режисер та сценарист ізраїльського походження. Неодноразовий номінант та лауреат премії «Сезар» 1990 року як найперспективніший актор за фільм «Безжальний світ» .

## Біографія
Іван Атталь народився у франко-алжирській єврейській сім'ї в Тель-Авіві, Ізраїль. Його батько був годинникарем, а мати — домогосподаркою. До 1962 року сім'я Івана мешкала в Алжирі звідки після проголошення його незалежності поїхала та оселилася у Кретеї (департамент Валь-де-Марн) під Парижем. У дитинстві Іван любив фільми та серіали, особливо «Хрещеного батька» Френсіса Форда Копполи. У 1985 році 20-річним Атталь пройшов курси актора в Cours Florent у Парижі.

## Кар'єра
Іван Атталь почав свою кар'єру в театрі у 1988 році у виставі «Білоксі Блюз» Ніла Саймона, наслідуючи телефільм «Говори мені про любов» Елі Шуракуї.
У кіно Атталь дебютував у 1989 році роллю у фільмі Еріка Рошана «Безжальний світ» (фр. Un monde sans pitié) за участю Іполита Жирардо та Мірей Пер'є. Його гра принесла йому приз Мішеля Симона у 1989 році та «Сезар» за найкращий чоловічий дебют 1990-го року. У 1991 році Ерік Рошан доручив Івану Атталю головні ролі у двох своїх наступних фільмах «В усіх на видноті» (фр. Aux yeux du monde), де актор зустрів свою майбутню дружину Шарлотту Генсбур, та «Патріоти» (фр. Les Patriotes) у 1993 році, знятих у Парижі та Ізраїлі, де актор грає французького хлопчину, який бере участь в ізраїльській секретній службі Моссад.
У 1997 році Іван Атталь був удостоєний премії Жана Габена як найперспективніший молодий актор французького кіно. У тому ж році він дебютував як режисер короткометражкою «У мене була жінка», а в 2001-му зняв мелодраму «Моя дружина — акторка», де зіграв у парі з Шарлотою Генсбур.
З 2000-х років Івана Атталя запрошують до зйомок у голлівудських проектах: у 2005-у він зіграв у трилері Сідні Поллака «Перекладачка» та в «Мюнхені» Стівена Спілберга, а у 2007-у — у третій частині комедійного бойовика «Година Пік».
Іван Атталь часто виступає як актор дубляжу і відомий французьким глядачам як «голос» Тома Круза у французьких локалізаціях таких фільмів, як «З широко закритими очима», « Особлива думка», «Місія нездійсненна 2».

## Особисте життя
Іван Атталь з 2004 року перебуває у шлюбі з акторкою Шарлоттою Генсбур, виховує трьох дітей: Бена (нар. 1997), Алісу Джейн (2002) та Джо (2011). У 2014 році після смерті сестри Генсбур, фотографа Кейт Беррі, Атталь і його сім'я переїхали до Нью-Йорка.

## Фільмографія (вибіркова)

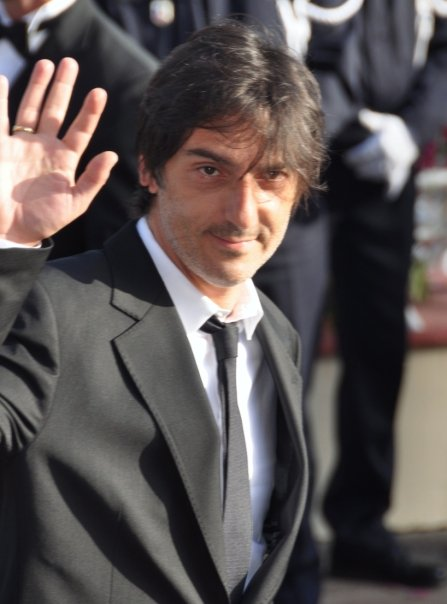
На Каннському кінофестивалі, 2009

### Актор
| Рік  |    | Українська назва                          | Оригінальна назва                               | Роль                       |
| ---- | -- | ----------------------------------------- | ----------------------------------------------- | -------------------------- |
| 1989 | ф  | Безжальний світ                           | Un monde sans pitié                             | Халперн                    |
| 1991 | ф  | Погана дівчинка                           | Mauvaise fille                                  | Вінсент                    |
| 1991 | ф  | В усіх на видноті                         | Aux yeux du monde                               | Бруно Форньє               |
| 1992 | ф  | Після любові                              | Après l'amour                                   | Ромен                      |
| 1994 | ф  | Патріоти                                  | Les patriotes                                   | Аріель Брюнер              |
| 1996 | ф  | Китайський портрет                        | Portraits chinois                               | Ів                         |
| 1997 | кф | У мене була жінка                         | I Got a Woman                                   | Арман                      |
| 1998 | ф  | Гімн шпані                                | Cantique de la racaille                         | Гастон                     |
| 1999 | ф  | З тобою чи без тебе                       | With or Without You                             | Бенуа                      |
| 2001 | ф  | Моя дружина — акторка                     | Ma femme est une actrice                        | Іван                       |
| 2002 | ф  | А тепер, пані та панове                   | And Now... Ladies and Gentlemen                 | Давид                      |
| 2003 | ф  | Легше верблюдові                          | Il est plus facile pour un chameau              | мужчина в парке            |
| 2003 | ф  | Бон вояж                                  | Bon Voyage                                      | Рауль                      |
| 2004 | ф  | Вони одружились і у них було багато дітей | Ils se marièrent et eurent beaucoup d'enfants   | Венсан                     |
| 2005 | ф  | Перекладачка                              | The Interpreter                                 | Філіп                      |
| 2005 | ф  | Невловимий                                | Anthony Zimmer                                  | Франсуа Тайяндьє           |
| 2005 | ф  | Мюнхен                                    | Munich                                          | Тоні                       |
| 2006 | ф  | Змій                                      | Le serpent                                      | Венаан                     |
| 2007 | ф  | Кандидат                                  | Le candidat                                     | Мішель                     |
| 2007 | ф  | Година пік 3                              | Rush Hour 3                                     | Жорж                       |
| 2009 | ф  | Потяг                                     | Partir                                          | Самуель                    |
| 2009 | ф  | Викрадення                                | Rapt                                            | Станіслас Графф            |
| 2011 | ф  | Дослідження сімейних інтересів            | R.I.F. (Recherches dans l'Intérêt des Familles) | Стефан Монро               |
| 2012 | ф  | 38 свідків                                | 38 témoins                                      | П'єр Морван                |
| 2012 | ф  | Не заходити, ми не одягнені               | Do Not Disturb                                  | Бен Аруелос                |
| 2014 | ф  | Його дружина                              | Son épouse                                      | Жозеф Де Роза              |
| 2014 | ф  | Останній діамант                          | Le Dernier Diamant                              | Сімон                      |
| 2016 | ф  | Небо почекає                              | Le ciel attendra                                | Іван, батько Мелані        |
| 2016 | ф  | Візьми мене штурмом                       | Raid dingue                                     | Віктор                     |
| 2017 | ф  | Рок-н-рол                                 | Rock'n Roll                                     | Іван Атталь                |
| 2018 | с  |                                           | Ad Vitam                                        | Даріус (6 епізодів)        |
| 2019 | ф  | Проти всіх ворогів: історія Джин Сіберг   | Seberg                                          | Ромен Гарі                 |
| 2019 | ф  | Мій пес Дурбес                            | Mon chien Stupide                               | Анрі Мохен                 |
| 2023 | с  | З грошей і крові                          | D'argent et de sang                             | Антон Заґурі (10 епізодів) |

### Режисер
- 1997 — У мене була жінка / I Got a Woman
- 2001 — Моя дружина — акторка / Ma femme est une actrice
- 2004 — Вони одружились і у них було багато дітей / Ils se marièrent et eurent beaucoup d'enfants
- 2009 — Нью-Йорк, я люблю тебе / New York, I Love You
- 2012 — Не заходити, ми не одягнені / Do Not Disturb
- 2017 — Блискучий / Le Brio (і співавтор сценарію)
- 2019 — Мій пес Дурбес / Mon chien Stupide
- 2021 — Звинувачення / Les Choses humaines

### Дубляж
Том Круз:
- 1999 — Із широко заплющеними очима
- 2000 — Місія нездійсненна 2
- 2001 — Ванільне небо
- 2002 —  Особлива думка

Джеймс Мак-Евой:
- 2006 —  Пенелопа

## Визнання
| Рік                                             | Категорія                            | Фільм                 | Результат |  |
| ----------------------------------------------- | ------------------------------------ | --------------------- | --------- |  |
| Кінофестиваль Актори екрану (Acteurs à l'Écran) |                                      |                       |           |  |
| 1987                                            | Приз Мішеля Сімона найкращому актору | Безжальний світ       | Перемога  |  |
| Премія «Сезар»                                  |                                      |                       |           |  |
| 1990                                            | Найперспективніший актор             | Безжальний світ       | Перемога  |  |
| 2000                                            | Найкращий дебютний фільм             | Моя дружина — акторка | Номінація |  |
| 2004                                            | Найкращий актор другого плану        | Щасливою дороги!      | Номінація |  |
| 2010                                            | Найкращий актор                      | Викрадення            | Номінація |  |
| 2018                                            | Найкращий фільм                      | Блискучий             | Номінація |  |
| Кінофестиваль комедійних фільмів в Альп-д'Юез   |                                      |                       |           |  |
| 1997                                            | Найкращий короткометражний фільм     | У мене була жінка     | Перемога  |  |
|                                                 |                                      |                       |           |  |
| 1997                                            | Приз Жана Габена                     | Приз Жана Габена      | Перемога  |  |
| Кінофестиваль романтичних фільмів у Кабурі      |                                      |                       |           |  |
| 2002                                            | Найкращий режисер                    | Моя дружина — акторка | Перемога  |  |
| Кришталевий глобус                              |                                      |                       |           |  |
| 2010                                            | Найкращий актор                      | Потяг                 | Номінація |  |